# Skinnskattebergs folkhögskola
Skinnskattebergs folkhögskola var en folkhögskola i Skinnskatteberg med Västmanlands läns landsting som huvudman. Ny huvudman från 1 januari 2008 blev föreningen Bergslagens folkhögskola och skolan hette sedermera  Bergslagens folkhögskola. Sedan 2010 var Bergslagens folkhögskola belägen i Norberg.